# Fredrik Nordström (Jazzmusiker)
Fredrik Nordström (* 1974 in Sandviken) ist ein schwedischer Jazz-Saxophonist (Sopran- und Altsaxophon) des Modern Creative.
Fredrik Nordström zog 1995 nach Stockholm und spielte von da an als Sideman bei Konzerten und Festivals mit Musikern wie Bobo Stenson, Mat Maneri, Gerald Cleaver, Tim Hagans, Björn Yttling und Lindha Kallerdah. Ab 2000 nahm er außerdem unter eigenem Namen mit verschiedenen Ensembles eine Reihe von Alben auf; 2000 erschien auf Dragon Records Urgency! unter anderem mit dem Trompeter Magnus Broo; 2001 wurde ein Live-Album im Trio mit Palle Danielsson und Fredrik Rundqvist mitgeschnitten. Nordström arbeitete außerdem mit der elfköpfigen Band VIBB und als Co-Leader der Formationen Dog Out und SURD.

## Diskographische Hinweise
- Urgency! (Dragon, 2000)
- Live (Caprice, 2001)
- On Purpose (Caprice, 2002)
- Dog Out (Moseroble, 2003)
- Moment (Moseroble, 2004)
- No Sooner Said Than Done (Moseroble, 2005)
- Blue (Moseroble, 2008)
- Live in Coimbra (Clean Feed, 2008)
- Needs (Cleen Feed, 2018)
- Big Band Stories (2024)